# A. J. Green
Adriel Jeremiah "A. J." Green (nacido el 31 de julio de 1988) es un jugador profesional de fútbol americano estadounidense que juega en la posición de wide receiver y actualmente milita en los Arizona Cardinals de la National Football League (NFL).

## Biografía
Green es hijo de Woodrow y Dora Green. Asistió a Summerville High School, donde practicó fútbol americano, baloncesto y atletismo. En fútbol, Green ganó los premios All-State cuatro veces, y fue el único junior nominado en 2006 por USA Today en el Primer Equipo All-American, por sus 75 recepciones para 1,422 yardas y 16 touchdowns durante su etapa como sophomore.
Green se comprometió con la Universidad de Georgia en octubre de 2006, donde jugó para los Bulldogs de 2008 a 2010. Allí acabó su estancia con 166 recepciones para 2,619 yardas y 23 touchdowns.

## Carrera

### Cincinnati Bengals
Green fue seleccionado por los Cincinnati Bengals en la primera ronda (puesto 4) del draft de 2011. El 28 de julio de 2011, Green firmó un contrato por 4 años, por un valor de $19.6 millones.
Con los Bengals, Green ha ganado 2 títulos de división (2013-14 y 2015-16), y se ha clasificado para Wild Cards en 2011-12, 2012-13 y 2014-15, entrando así en Playoffs todos los años que lleva en activo como profesional.

## Vida personal
El 21 de marzo de 2015, Green se casó con Miranda Brooke.